# 貞立尼
貞立尼（ていりゅうに、? - 元禄16年9月25日（1703年11月4日））は、江戸時代前期の女性。赤穂浪士の大高忠雄・小野寺秀富の生母、小野寺秀和の姉、岡野包秀の伯母にあたる。
笠間藩浅野家の家臣小野寺又八（150石）の長女として笠間に生まれる。母は多川九左衛門の娘。同家中の大高忠晴（200石）に嫁いだ。その間に大高忠雄と大高小次郎（のち弟小野寺秀和の養子に入り、小野寺秀富となる）をもうけた。
赤穂事件時には一貫して赤穂にあったようで、大高忠雄の親類書にも「播州赤穂に罷在候」とある。元禄16年（1703年）、息子たちが本懐を遂げて切腹した後、死去した。